# Hassabodin Rojanachiva
Hassabodin Rojanachiva (ur. 31 lipca 1958) – tajski judoka.
Brązowy medalista igrzysk azjatyckich w 1986 roku.